# Общественная мораль (телесериал)
«Обще́ственная мора́ль» (англ. Public Morals) — американская полицейская драма, действие которой происходит в Нью-Йорке в 1960-х годах. Сериал сосредоточен на департаменте полиции Нью-Йорка по общественной морали и его офицерах, которые пытаются бороться с пороком в городе, при этом справляясь с личной жизнью будучи ирландскими американцами. Создателем сериала, исполнительным продюсером, сценаристом, режиссёром, а также исполнителем главной роли по совместительству, является Эдвард Бёрнс. Сериал показывается телеканалом TNT с 25 августа 2015 года. Канал разработал телесериал в сотрудничестве с Amblin Television, Стивеном Спилбергом, Джастином Фэльви, Дэррилом Фрэнком, Аароном Любином в качестве исполнительных продюсеров.
15 декабря 2015 года TNT закрыл сериал после одного сезона.

## Производство
Создатель шоу Эдвард Бёрнс начал работать над киносценарием об ирландско-американских нью-йоркских полицейских и ирландско-американских гангстерах, когда исполнительный продюсер Стивен Спилберг предложил ему написать сценарий об опыте работы своего отца в полиции Нью-Йорка во время съёмок фильма «Спасти рядового Райана». Хотя «Общественная мораль» и не берёт начало из тех сценариев, исследования Бёрнса для них помогли ему заложить основу для телесериала. Например, при создании сериала, Бёрнс включил ссылки на некоторые из его любимых полицейских и гангстерских фильмов, среди которых присутствуют «Мошенник», «Крёстный отец», «Французский связной» и «Злые улицы».

## Актёры и персонажи

### Основной состав
- Эдвард Бёрнс — офицер Терри Малдун
- Майкл Рапапорт — офицер Чарли Буллман
- Элизабет Масуччи — Кристина Малдун
- Катрина Боуден — Фортуна
- Рубен Сантьяго-Хадсон — лейтенант Кинг
- Уасс Стивенс — офицер Винс Латуччи
- Кит Ноббс — Пэт Даффи
- Остин Стоуэлл — офицер Шон О’Брэннон
- Патрик Мерни — офицер Пити «Мак» Маккенна
- Линдон Смит — Дейдре
- Брайан Уайлс — офицер Джимми Шиа
- Кормак Каллинейн — Джеймс Малдун

### Второстепенный состав
- Нил Макдонаф — Расти Пэттон
- Брайан Деннехи — Джо Пэттон
- Тимоти Хаттон — мистер О’Брэннон
- Роберт Неппер — капитан Джонсон
- Фредрик Лене — Том Ред
- Кевин Корриган — Смитти
- Питер Джерети — сержант Майк Малдун
- Аарон Дин Айзенберг — Ричи Кейн

## Эпизоды
| №  | Название                                                     | Режиссёр     | Автор сценария | Дата премьеры    | Зрители в США (млн) |
| -- | ------------------------------------------------------------ | ------------ | -------------- | ---------------- | ------------------- |
| 1  | «Тонкая грань» «A Fine Line»                                 | Эдвард Бёрнс | Эдвард Бёрнс   | 25 августа 2015  | 2,14                |
| 2  | «Семья есть семья» «Family is Family»                        | Эдвард Бёрнс | Эдвард Бёрнс   | 1 сентября 2015  | 1,53                |
| 3  | «Пробуждение О’Брэннона» «O’Bannon’s Wake»                   | Эдвард Бёрнс | Эдвард Бёрнс   | 8 сентября 2015  | 0,96                |
| 4  | «Ночь леди» «Ladies Night»                                   | Эдвард Бёрнс | Эдвард Бёрнс   | 15 сентября 2015 | 0,78                |
| 5  | «В знак нашей признательности» «A Token of Our Appreciation» | Эдвард Бёрнс | Эдвард Бёрнс   | 22 сентября 2015 | 0,63                |
| 6  | «Хорошие съёмки» «A Good Shooting»                           | Эдвард Бёрнс | Эдвард Бёрнс   | 29 сентября 2015 | 0,65                |
| 7  | «Коллекционный день» «Collection Day»                        | Эдвард Бёрнс | Эдвард Бёрнс   | 6 октября 2015   | 0,62                |
| 8  | «Никаких психов на улице» «No Crazies on the Street»         | Эдвард Бёрнс | Эдвард Бёрнс   | 13 октября 2015  | 0,53                |
| 9  | «Начало со снежинки» «Starts with a Snowflake»               | Эдвард Бёрнс | Эдвард Бёрнс   | 20 октября 2015  | 0,50                |
| 10 | «Мысль и душа» «A Thought and a Soul»                        | Эдвард Бёрнс | Эдвард Бёрнс   | 20 октября 2015  | 0,49                |

## Отзывы критиков
Телесериал «Общественная мораль» получил в целом положительные отзывы от критиков. На сайте-агрегаторе Rotten Tomatoes сериал имеет 81% „свежести“ на основе 27-и обзоров критиков со средним рейтингом 7,1 из десяти. Критическое заключение сайта гласит: „«Общественная мораль» — это достойная гангстерская драма, с сильным ведущими мужскими ролями и талантливыми исполнителями ролей второго плана, уравновешивающих клишированные диалоги“. На Metacritic шоу имеет 69 баллов из ста на основе „в целом благоприятных“ отзывов 22-х критиков.